# Аеропружність
Аеропружність — галузь фізики та техніки, що вивчає інерційні, пружні та аеродинамічні сили, які виникають при взаємодії пружного тіла та потоку рідини. Незважаючи на те, що історичні дослідження зосереджені на аеронавігаційних застосуваннях, результати досліджень також використовуються у мостобудуванні, вітроенергетиці та турбінобудуванні.
Дослідження з аеропружності мають дві складові:
- статична аеропружність, яка займається статичними навантаженнями та міцністю пружного тіла в потоку рідини;
- динамічна аеропружність, яка стосується динамічної (як правило, коливальної) реакції системи.

Аеропружність спирається на гідродинаміку, механіку рідини, механіку твердого тіла, системну динаміку та теорію динамічних систем. Синтез аеропружності з термодинамікою відомий як аеротермопружність, з теорією керування — як аерокосмічна пружність.